# Kościół Matki Boskiej Gromnicznej i klasztor Karmelitanek Bosych we Lwowie
Kościół Matki Boskiej Gromnicznej i klasztor Karmelitanek Bosych we Lwowie – zabytkowy dawny kościół klasztorny, położony przy ul. Wynnyczenki 30 (w przedwojennej Polsce ul. Czarnieckiego).

## Historia kościoła i klasztoru
W 1642 wojewoda bełski i ruski Jakub Sobieski, ojciec przyszłego króla Polski Jana III Sobieskiego i jego małżonka – Teofila z Daniłowiczów ufundowali dla karmelitanek bosych klasztor i kościół pod wezwaniem Matki Boskiej Loretańskiej (z Loreto). Akt fundacyjny został spisany 11 czerwca 1642 roku, a poprzedziła go wydana w lutym tego samego roku bulla papieża Urbana VIII. Donacja wyniosła 30 000 złotych. Jako pierwszy zbudowano kościół – przed 1644. Projekt wykonał Jan Baptysta Gisleni, nadworny architekt królów: Zygmunta III Wazy, Władysława IV i Jana Kazimierza. Kościół został wzniesiony na planie krzyża łacińskiego i był wzorowany na rzymskim kościele św. Zuzanny Carla Maderna. 
W drugim etapie prac budowlanych w latach 1683-1688 powstała wg wcześniejszej koncepcji Gisleniego fasada, dzięki której stał się jednym z najokazalszych kościołów ówczesnego Lwowa. Etap ten zapewne, w ślad za fundacją ojca, sfinansował król Polski Jan III Sobieski. Została wzniesiona z kamiennych ciosów i cegły, rozczłonkowana, o doskonale wyważonych proporcjach. Głównym akcentem fasady jest monumentalny portyk wejściowy flankowany kolumnami i zwieńczony płaskim tympanonem. Nad nim umieszczony jest portyk balkonowy, zwieńczony konchą. Pierwszą kondygnację świątyni dzielą pilastry w porządku toskańskim a drugą – w porządku jońskim. Kondygnacje są oddzielone rozczłonkowanym belkowaniem. W tympanonie fasady umieszczono kartusz z herbami fundatorów – Janina (Sobieskich) i Sas (Daniłowiczów).
W 1644 rozpoczęto wznoszenie klasztoru, ale jego budowa ciągnęła się dłużej i była przerywana najazdami i zniszczeniami, które trwały od najazdu Chmielnickiego w 1648 i zakończyły się w 1683 wraz z wiktorią wiedeńską Jana III Sobieskiego.

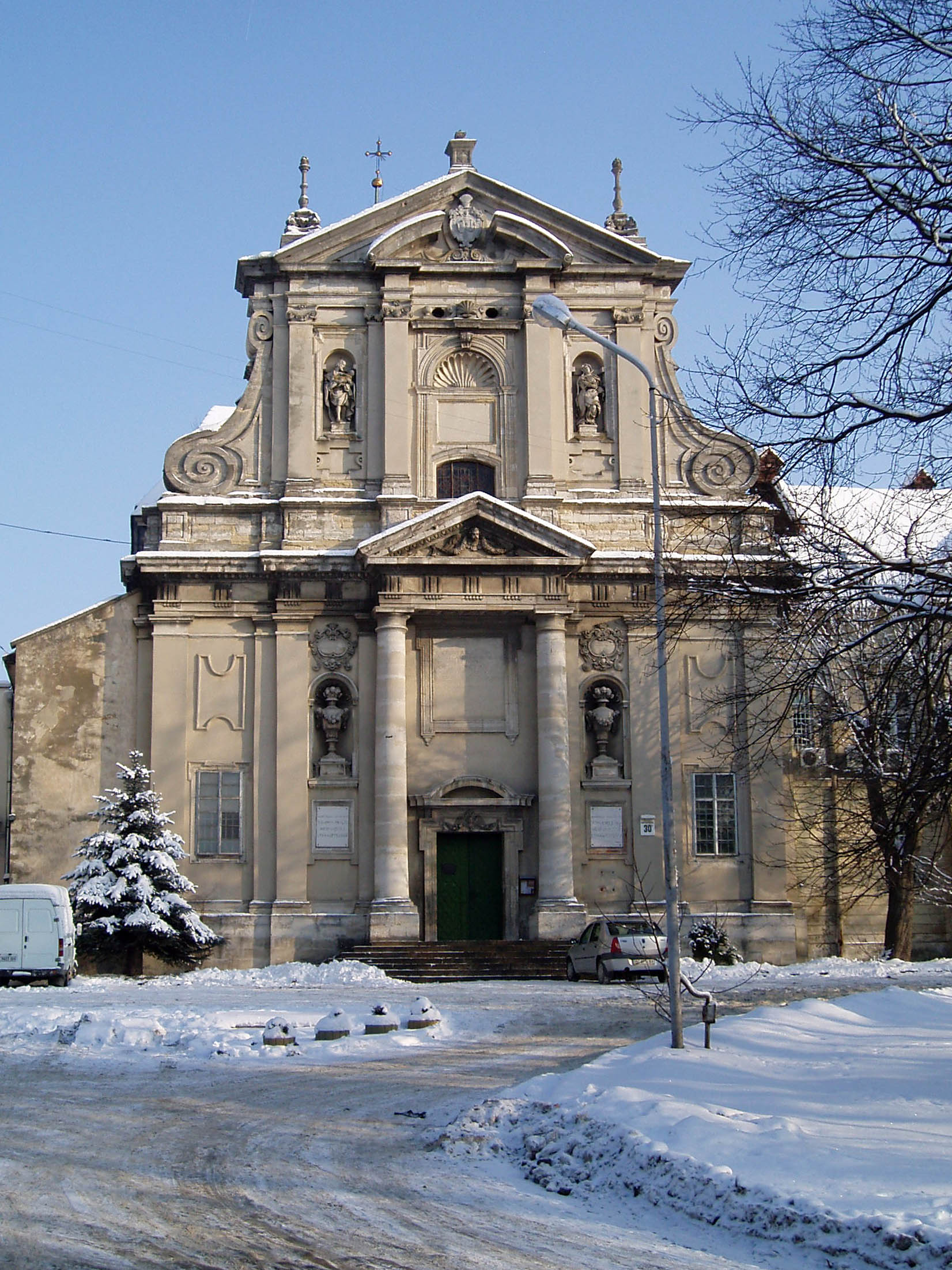
Barokowa fasada z lat 1683-1688

Najazd Chmielnickiego spowodował ucieczkę sióstr do Krakowa, a następnie do Warszawy, gdzie Lubomirscy i Ossolińscy uposażyli ich nowy dom zakonny. Po wojnie z 1655 karmelitanki powróciły do Lwowa. W latach 1661–1662 wznowiono prace przy kościele i klasztorze pod kierunkiem Jan Godnego i ks. Gawatha. Najazd turecki z 1672 spowodował, że siostry ponownie opuściły Lwów i udały się do Warszawy. Dopiero po zwycięstwie pod Wiedniem w 1683 król Jan III Sobieski wznowił prace, którymi pokierował Tomasz Dubiński. W tym czasie dokończono zdobienie fasady kościoła; w niszach na pierwszej kondygnacji wstawiono kamienne wazy, a w niszach na drugiej kondygnacji – figury św. Józefa i św. Teresy z Ávili, dzieło Andrzeja Szwanera z 1688. Na skrzyżowaniu nawy i transeptu wzniesiono niewielką kopułę z sygnaturką. W 1692 budowa kościoła dobiegła końca.
W 1772, w chwili I rozbioru Polski, w klasztorze żyło 17 zakonnic. W lutym 1782, w wyniku reform józefińskich przeprowadzonych przez cesarza Austrii Józefa II zakon karmelitanek bosych uległ kasacie; ich kościół przejęli przejściowo franciszkanie, a klasztor – szarytki.
W 1792 kościół zamieniono na magazyn wojskowy, a w klasztorze zorganizowano seminarium duchowne łacińskiej archidiecezji lwowskiej.
W 1842 rewindykowano kościół i przeprowadzono jego gruntowny remont. W barokowym ołtarzu głównym umieszczono obraz Ofiarowanie Najświętszej Marii Panny, Alojzego Rejchana (1843), który był także autorem obrazów św. Jana Kantego i św. Jana Nepomucena, umieszczonych w ołtarzach bocznych. Wówczas też zmieniono wezwanie kościoła na Matki Boskiej Gromnicznej (lub: Oczyszczenia Najświętszej Marii Panny) i uczyniono z niego kościół seminaryjny. W sąsiedztwie kościoła wzniesiono pałac metropolitów lwowskich.
Kościół Matki Boskiej Gromnicznej był kościołem seminaryjnym również w II Rzeczypospolitej.
Po 1945 został zamknięty podobnie jak wiele innych lwowskich świątyń.
W 1979 w zespole kościelno-klasztornym umieszczono Wojewódzki Urząd Jakości, Metrologii i Standaryzacji.
Na początku XXI wieku kościół wraz z klasztorem został przekazany ukraińskiemu kościołowi greckokatolickiemu. Pełni on obecnie funkcję kościoła klasztornego i nosi wezwanie Стрітення, tj. Ofiarowania Pańskiego. W kościele odprawiane są też nabożeństwa w obrządku rzymskokatolickim.